# Plata metanamina de Gomori
La plata metanamina de Grocott Gomori es un método de tinción especial más empleado para hongos. La reacción tintorial está basada en que, en presencia de ácido peryódico, los polisacáridos de la pared celular de los hongos son oxidados a aldehídos; éstos, a su vez, reducen el complejo nitrato-plata metanamina (o metenamina) produciendo una coloración de café a negra, debido al depósito de plata reducida en los lugares de localización de los aldehídos.
También se utiliza para la identificación de la melanina. Este pigmento es producido en la piel por los melanocitos. En los humanos la melanina se encuentra en piel, cabello, en el recubrimiento de la retina. Aunque los seres humanos generalmente poseen una concentración similar de melanocitos en su piel, estos expresan en algunos individuos y en algunas etnias más frecuentemente el gen productor de melanina, por lo que se confiere una mayor concentración de melanina en la piel.

## Preparación de la muestra
El tejido debe ser fijado en formol para mejores resultados, y seccionado a 5 micras.

## Reactivos
1. Solución de ácido bórico (solución A):
  1. 3,09 g de ácido bórico.
  2. 250 cc de agua destilada.
2. Solución de tetraborato sódico (solución B):
  1. 4,77 g de tetraborato sódico.
  2. 250 cc de agua destilada.
3. Solución buffer borato (comprobar que el pH sea 8.2)
  1. 13 cc de solución A.
  2. 7 cc de solución B.
4. Solución de plata metanamina:
  1. 42,5 cc de metanamina (hexametilentetranamina) 3%.
  2. 2,5 cc de nitrato de plata 5%.
  3. 12 cc de buffer borato (pH 8.2).

## Procedimiento
Debe evitarse, durante todo el proceso, el uso de instrumentos metálicos, ya que la plata precipitaría sobre ellos.
1. Desparafinar e hidratar.
2. Añadir ácido peryódico 0,5%, 12 minutos.
3. Lavar con agua destilada.
4. Sumergir los cortes en la solución de plata metanamina, 1 hora mínimo a 60 °C; a partir de este tiempo comprobar regularmente al microscopio.
5. Lavar con agua destilada.
6. Añadir cloruro de oro, 1 minuto.
7. Lavar con agua destilada.
8. Añadir tiosulfato sódico 3%, 1-2 minutos.
9. Lavar con agua corriente.
10. Tinción de contraste (rojo nuclear, hematoxilina, verde luz...), 1 minuto.
11. Deshidratar, aclarar, montar.

## Resultados
- Reticulina, membranas basales, hongos, mucinas, glucógeno: negro.
- Fondo: según tinción de contraste.
- Núcleos: marrón oscuro a negro